# Christmas in Hollywood
«Christmas in Hollywood» — песня американской рэп-рок-группы Hollywood Undead. Релиз сингла состоялся 9 декабря 2008 года. Ни на один официальный альбом песня не попала и распространялась исключительно через iTunes Store.

## Исполнение
Первый куплет исполняют J-Dog и Charlie Scene поочерёдно по одной строке, второй куплет читает Johnny 3 Tears вместе с Da Kurlzz. Припев песни поёт Deuce и Charlie Scene. Реплики Санта-Клауса произносит Funny Man.
Christmas in Hollywood - одна из четырёх песен Hollywood Undead, в исполнении которой задействованы все шесть участников.

## Список композиций
| №  | Название                 | Длительность |
| -- | ------------------------ | ------------ |
| 1. | «Christmas in Hollywood» | 4:00         |

## Участники
Hollywood Undead
- Charlie Scene — вокал, соло-гитара, скриминг
- J-Dog — клавишные, синтезатор, ритм-гитара, вокал,
- Deuce — вокал, бас-гитара
- Da Kurlzz — ударные, перкуссия, вокал
- Funny Man — вокал
- Johnny 3 Tears — вокал
- Shady Jeff - вокал, скриминг, программирование